# Hymenophyllum deltoideum
Hymenophyllum deltoideum är en hinnbräkenväxtart som beskrevs av Carl Frederik Albert Christensen. Hymenophyllum deltoideum ingår i släktet Hymenophyllum och familjen Hymenophyllaceae. Inga underarter finns listade.